# Souancé-au-Perche
Souancé-au-Perche ist ein Ort und eine Gemeinde mit 496 Einwohnern (Stand: 1. Januar 2022) im nordfranzösischen Département Eure-et-Loir im Nordwesten der Region Centre-Val de Loire. Die Gemeinde gehört zum Arrondissement Nogent-le-Rotrou und zum Kanton Nogent-le-Rotrou.

## Lage
Souancé-au-Perche liegt etwa 45 Kilometer westsüdwestlich von Chartres. Das Gemeindegebiet wird vom Flüsschen Rhône durchquert, an der westlichen Gemeindegrenze verläuft sein Zufluss Jambette. Umgeben wird Souancé-au-Perche von den Nachbargemeinden Nogent-le-Rotrou im Norden und Nordwesten, Saint-Jean-Pierre-Fixte im Norden, Trizay-Coutretot-Saint-Serge im Nordosten, Vichères im Osten und Südosten, Coudray-au-Perche und Les Étilleux im Süden sowie Mâle im Westen und Nordwesten.

## Bevölkerungsentwicklung
| Jahr                       | 1962 | 1968 | 1975 | 1982 | 1990 | 1999 | 2006 | 2017 |
| Einwohner                  | 589  | 551  | 530  | 579  | 547  | 514  | 544  | 532  |
| Quellen: Cassini und INSEE |      |      |      |      |      |      |      |      |

## Sehenswürdigkeiten

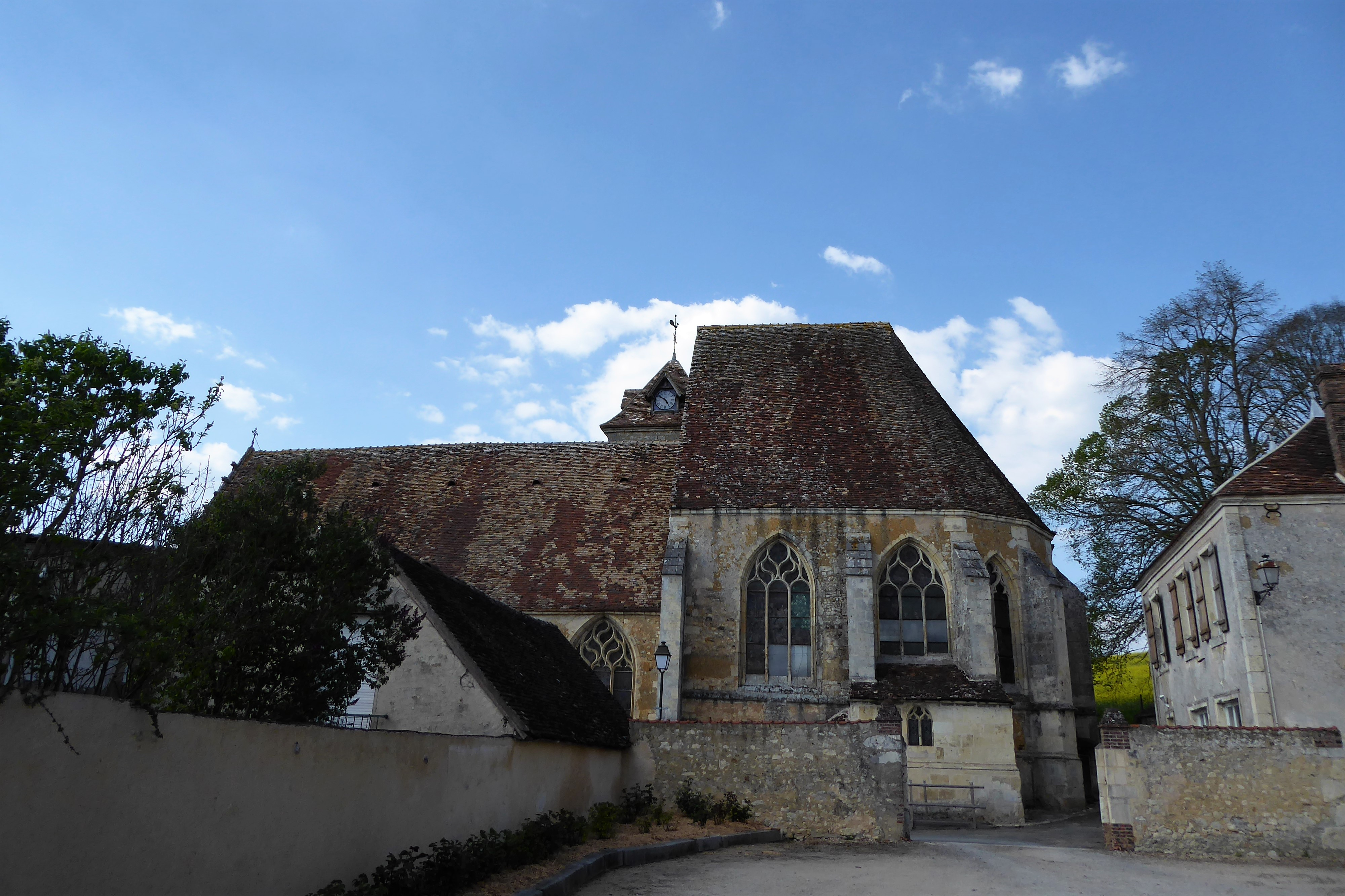
Kirche Saint-Georges

- Kirche Saint-Georges aus dem 12. Jahrhundert, seit 1935 Monument historique
- Schloss Mondoucet
- Schloss La Galaisière

## Persönlichkeiten
- Charles de Souancé (1823–1896), Ornithologe